# Васильев, Виктор Васильевич
Виктор Васильевич Васильев (29 апреля 1919, Бийск — 21 января 1968, Новосибирск) — советский политик, председатель Новосибирского горисполкома (1962—1963).

## Биография
Родился 29 апреля 1919 года в Бийске в семье грузчика пристани. В 1942 году окончил Томский электромеханический институт инженеров железнодорожного транспорта.
С 1942 по 1945 год работал старшим инженером в техбюро вагонного участка на станции Новосибирск, с 1945 по 1947 — заместителем секретаря и секретарём узлового парткома этой станции.
В 1947—1948 годах работал первым секретарём Кагановичского райкома ВКП(б) Новосибирска, в 1948 году — заместителем начальника ваганного участка на станции Новосибирск. С 1948 по 1951 год заведовал организационно-инструкторским отделом Новосибирского горисполкома.
В 1951 году был 2-м секретарём Центрального райкома ВКП(б), после чего руководил промышленно-транспортным отделом Новосибирского горкома КПСС (1951—1955) и занимал пост заместителя председателя Новосибирского горисполкома (1955).
Возглавлял отдел строительства и строительных материалов Новосибирского обкома КПСС (1955—1959) и промышленно-транспортный отдел Новосибирского обкома КПСС (1959—1962).
В 1962—1963 годах занимал должность председателя Новосибирского горисполкома; в 1963—1964 — секретаря Новосибирского промышленного обкома КПСС — председателя областного комитета партийно-государственного контроля. С 1965 по 21 января 1968 года председательствовал в Новосибирском областном комитете народного контроля.
Был депутатом в областном и городском Советах нескольких созывов.

## Награды
Ордена Трудового Красного Знамени и «Знак Почёта», медали.